# Clonorchiasis
Clonorchiasis (Orientalisk levermasksjukdom) är en sjukdom som drabbar människan och som orsakas av levermasken Clonorchis sinensis. Masken kan finnas i dåligt tillagad fisk, och smitta människan via maten. Infektionen kan ge inflammation i gallvägarna och om infektionen sprider sig till levern så kan det ge leverförfettning och levercirros.
Behandling ges med läkemedel. ICD-10 diagnoskoden är B66.1.